# Fosse Roucourt
La fosse Roucourt ou de Roucourt de la Compagnie des mines d'Aniche est un ancien charbonnage du Bassin minier du Nord-Pas-de-Calais, situé à Roucourt. Creusée directement avec deux puits, la fosse, qui devait initialement exploiter le gisement découvert par la fosse Saint René et porter la production de la Compagnie à un million de tonnes, tombe dans le conglomérat. Des recherches sont alors menées, en vue de déterminer à quelle distance du puits se trouvent les premières veines, et il est découvert qu'elles sont à un kilomètre.
La fosse ne sert alors qu'à l'aérage de la fosse Saint René, puisqu'une exploitation ne serait pas rentable en raison des frais de roulage élevés. La Compagnie des mines d'Aniche est nationalisée en 1946, et intègre le Groupe de Douai. la fosse Roucourt cesse l'aérage en 1959, date à laquelle ses puits sont remblayés.
Au début du XXIe siècle, Charbonnages de France matérialise les têtes des puits Roucourt nos  1 et 2. Bien que le chevalement ait été démoli peu après la fermeture de la fosse, le bâtiment du puits no 2, ainsi que le bâtiment des pompes, ont été conservés. Des particuliers ont acheté le carreau de fosse qui leur sert de jardin.

## La fosse

### Fonçage
Le fonçage d'une nouvelle fosse constituée de deux puits commence en 1875 dans le village de Roucourt, à l'altitude de 42 mètres. Pour la première fois au XIXe siècle, la Compagnie d'Aniche ouvre une fosse avec deux puits, la précédente fosse dans ce cas a été la fosse Sainte Barbe - Saint Waast en 1786. La fosse Roucourt est destinée à exploiter les veines découvertes à la fosse Saint René à Guesnain, située à 1 850 mètres au nord-nord-ouest, et à porter l'extraction annuelle de la Compagnie à un million de tonnes de houille. Cette fosse est entrée en exploitation en 1871, après six ans de travaux. Les puits Roucourt nos 1 et 2 sont distants de 33 mètres, et situés sur un axe nord-sud, le puits no 1 est au nord.
Le diamètre des puits est de quatre mètres. Le cuvelage du puits no 1 est en bois de 14,30 à 42,85 mètres et en fonte de 42,85 à 73,10 mètres. Le cuvelage du puits no 2 est en bois de 14,30 à 47,85 mètres et en fonte de 47,85 à 73,10 mètres. Le niveau donne peu d'eau. Le tourtia est atteint à 164 mètres. Le terrain houiller n'a pas été atteint.

### Exploitation
Les deux puits sont chacun dotés d'un accrochage à la profondeur de 198 mètres. Les puits sont profonds de 207 et 209 mètres. le puits no 1 n'est pas doté de chevalement.
Alors que des galeries d'exploration sont en cours de fonçage, Émile Vuillemin pense en 1878 que cette fosse sera une réussite, notamment à la suite des résultats d'un sondage établi plus au sud. Un autre sondage a été mené en 1874, à 600 mètres plus à l'ouest. Il a atteint le terrain houiller à 165 mètres, et a été interrompu à la profondeur de 181 mètres par accident. Des carottes longues de vingt et trente centimètres, ramenées au jour, ont révélé la présence de schistes houillers à empreintes bien caractérisées, inclinés de 21°.
Néanmoins, après avoir traversé une quinzaine de mètres de gault, les puits sont tombés sur le conglomérat triasique ou permien, qui a été atteint à la profondeur de 164 mètres. On pense alors que ce conglomérat ne remplit qu'une cassure du terrain houiller, orientée suivant la direction ordinaire des accidents dans la région, c'est-à-dire du nord-est au sud-ouest. Dans cette idée, au niveau de 198 mètres, une galerie dirigée vers le nord-ouest a été ouverte, afin d'atteindre plus vite le bord de la cassure dans laquelle le puits se trouverait. Plus tard, la direction de cette galerie est infléchie vers le nord, et dirigée vers un recoupage de Saint-René, partant de la voie de fond de la veine Sainte-Barbe, à 500 mètres environ au levant de la bowette de 257 mètres, et dirigé vers le sud-ouest.
La galerie de Roucourt n'a rencontré le terrain houiller qu'après un parcours de plus de mille mètres. Les galets qui font partie de la masse du terrain sont en général placés horizontalement. Une grosse lentille de houille de 70 centimètres de diamètre a été trouvée à plat, ce qui porte à croire que les fragments du conglomérat ont été amenés par les eaux, d'une certaine distance. Le courant qui les a charriés venait d'ailleurs du sud, car les roches qui les constituent appartiennent, en majeure partie, aux terrains qui existent au sud du bassin.
À 500 mètres de la fosse Roucourt, en partant de la galerie en travers-banc, un bure vertical de 42 mètres a été creusé, il est toujours resté dans le même conglomérat. Il a recoupé à 31,20 mètres au-dessous de la bowette un petit ban schisteux très mince, incliné de 14° vers le sud, 5,10 mètres plus bas, c'est-à-dire vers le niveau de 234 mètres. Il en a traversé un second, de 1,65 mètre de hauteur verticale, dirigé de l'est à l'ouest, et plongeant de 21° au midi. Ce banc a été exploré par une petite galerie de 11,60 mètres de long, dirigée vers le nord. Il n'a pas été vérifié s'il se prolonge à grande distance, avec la même épaisseur, la même direction, et la même inclinaison. Les schistes qui le composent sont tendres et chargés d'empreintes de calamites et de nevropteris, ils sont incontestablement houillers. Ils appartiennent peut-être à une sorte de plaquette qui aurait été entraînée par les eaux au milieu de la masse. C'est peut-être aussi un fragment de ce genre qui a été atteint au sondage de Roucourt, et qui aurait fait croire à la présence du terrain houiller, à 165 mètres du sol, dans des conditions ordinaires. Sous le banc de schistes tendres de 1,65 mètre, le bure a traversé 1,70 mètre de schistes durs, renfermant des cailloux arrondis de calcaire.
Le recoupage partant de la veine Sainte-Barbe, au niveau de 257 mètres de Saint René, et à 500 mètres au levant de la bowette de cet étage, a également atteint la limite de séparation du terrain houiller et du conglomérat, à 350 mètres environ de ladite veine. Cette limite a été atteinte par deux autres recoupages de 45 et de 178 mètres de long, creusés à partir de Veine du bout, à 430 et 930 mètres au levant du premier, de sorte que le contact des deux terrains se trouve maintenant connu en cinq points différents.
À la rencontre de la bowette sud de Saint-René, les deux terrains se rejoignent suivant un plan vertical, dirigé de l'ouest à l'est. La limite est orientée du nord-ouest au sud-est, à l'extrémité de la galerie de Roucourt. En même temps, elle plonge de 80° vers le sud-ouest. la séparation est très nette : au nord, on trouve des schistes houillers brouillés, mais pur, au sud, le conglomérat calcaire, chargé d'une plus grande quantité de grès houiller que d'habitude.
Au bout des trois recoupages de Saint René, la surface de contact des deux terrains est encore dirigée du nord-ouest au sud-est, mais plonge de 52° vers le sud-ouest au premier, de 60° au second, et de 78° au troisième.
Si l'on raccorde ces divers points, on voit que la masse triasique ou permienne parait limitée, contre le terrain de Saint-René, par une surface à pente raide dirigée vers le sud ou le sud-ouest, et qui dessine, en affleurement, une sorte d'arc de cercle, allant de la bowette méridionale de Saint-René, et se continuant par une ligne presque droite joignant les deux autres recoupages. On recherche encore le conglomérat par un recoupage, partant de Saint-Barbe à 600 mètres au couchant de la bowette de Saint-René, et dirigé vers le sud-ouest. Aucun indice ne permet d'évaluer l'épaisseur du dépôt. Il est plus moderne que la formation houillère, et il a été amené par les eaux d'une distance qui ne peut pas être considérable, puisque tous ses fragments présentent encore des arêtes assez vives. Si son épaisseur n'est pas trop forte, on devrait trouver le terrain houiller en dessous. Les premières veines étant situés à un kilomètre du puits, une exploitation ne serait pas rentable, la fosse est alors affectée à l'aérage de la fosse Saint-René.
La fosse est détruite durant la Première Guerre mondiale, et reconstruite par la suite. La Compagnie des mines d'Aniche est nationalisée en 1946, et intègre le Groupe de Douai. L'aérage de la fosse Saint-René cesse en 1959. Les puits sont remblayés la même année,.

### Reconversion
Au début du XXIe siècle, Charbonnages de France matérialise les têtes de puits Roucourt no 1 et 2, et installe un exutoire de grisou sur le puits no 2. Le BRGM y effectue des inspections chaque année. Bien que le chevalement ait été détruit peu après la fermeture de la fosse, les autres bâtiments subsistent encore, il s'agit du bâtiment du puits no 2 et du bâtiment des pompes. Le carreau de fosse et ses bâtiments constituent le jardin de particuliers.

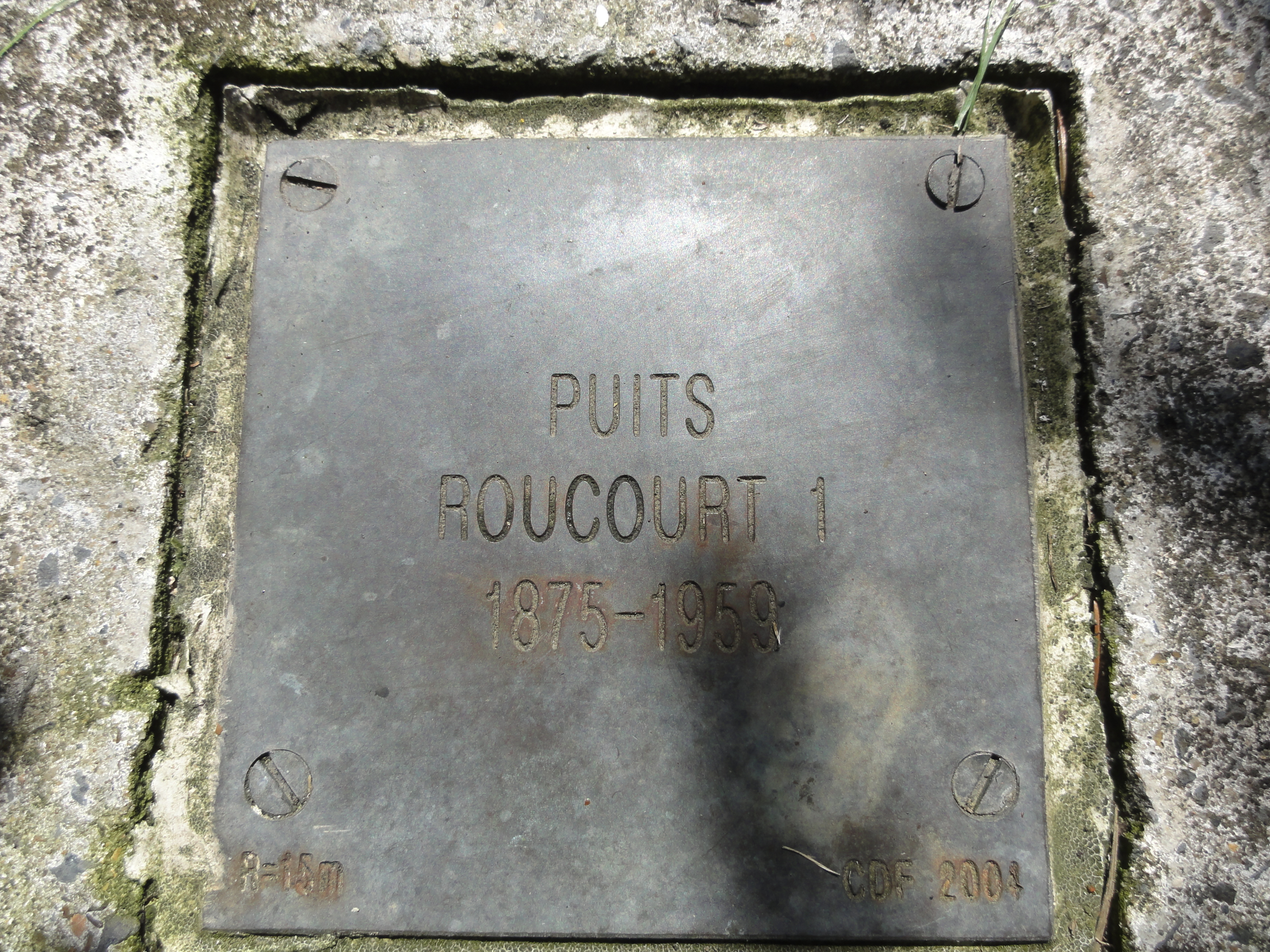
Puits Roucourt no 1, 1875 - 1959.
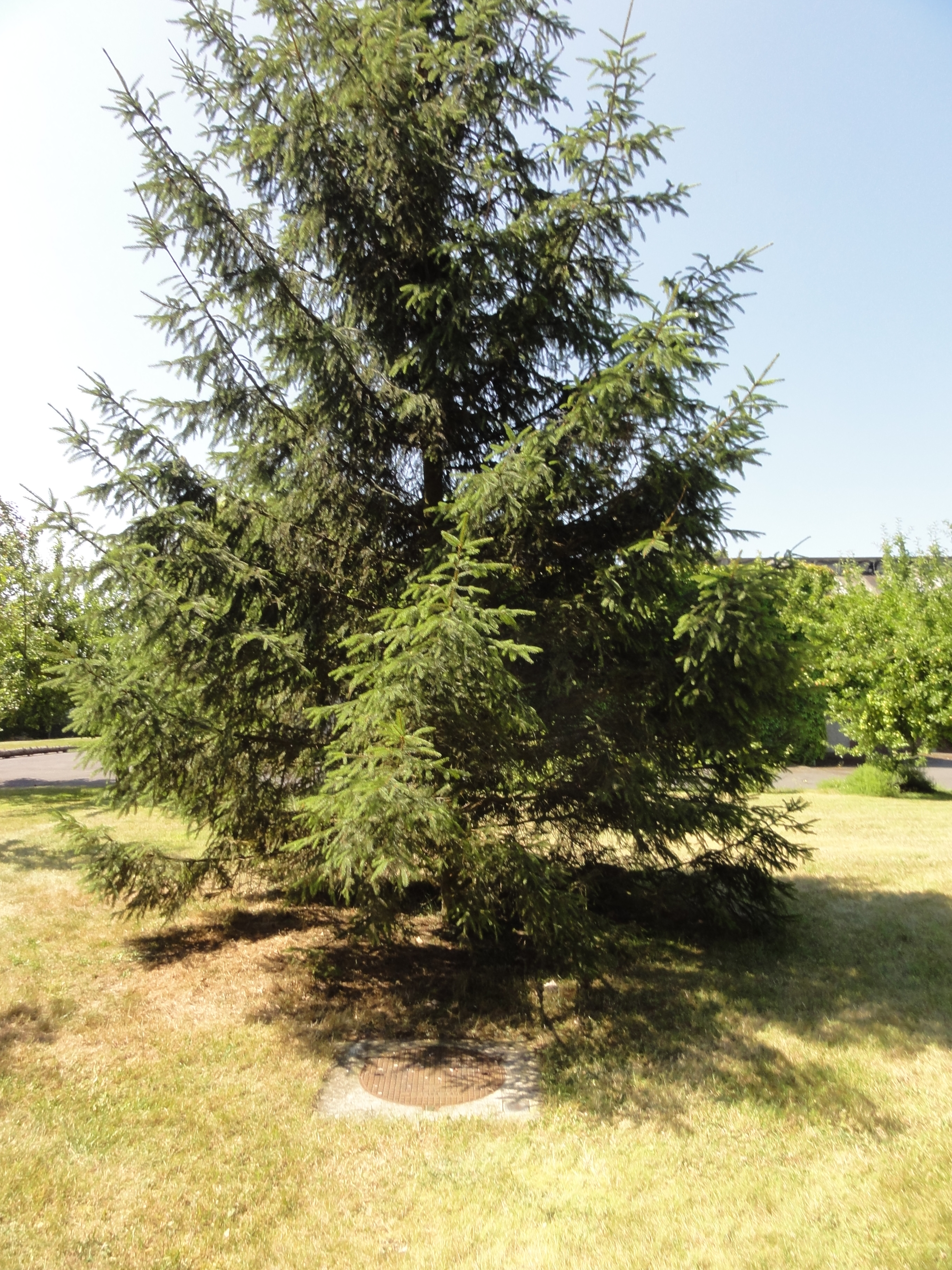
Le puits no 1 dans son environnement.
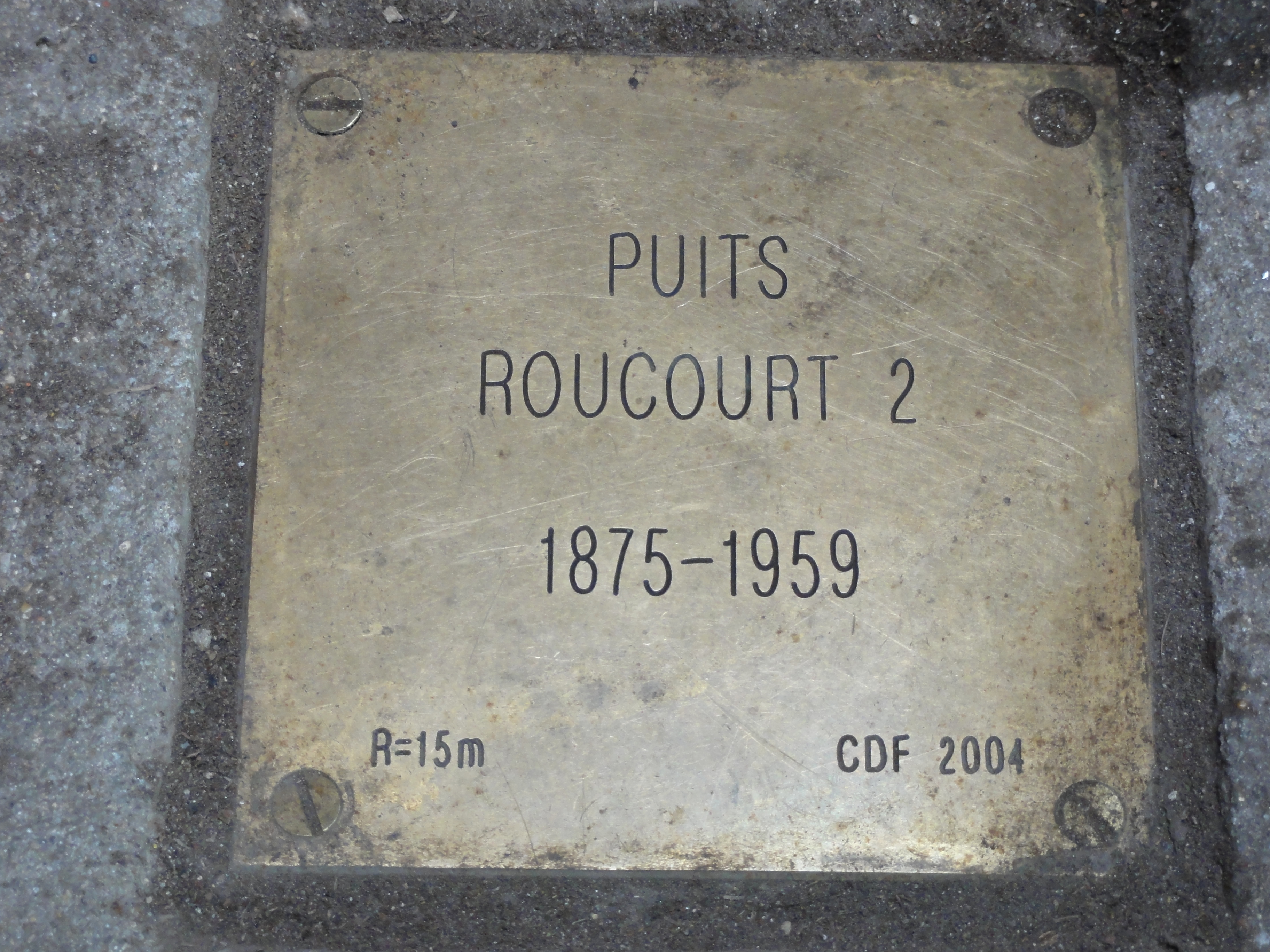
Puits Roucourt no 2, 1875 - 1959.
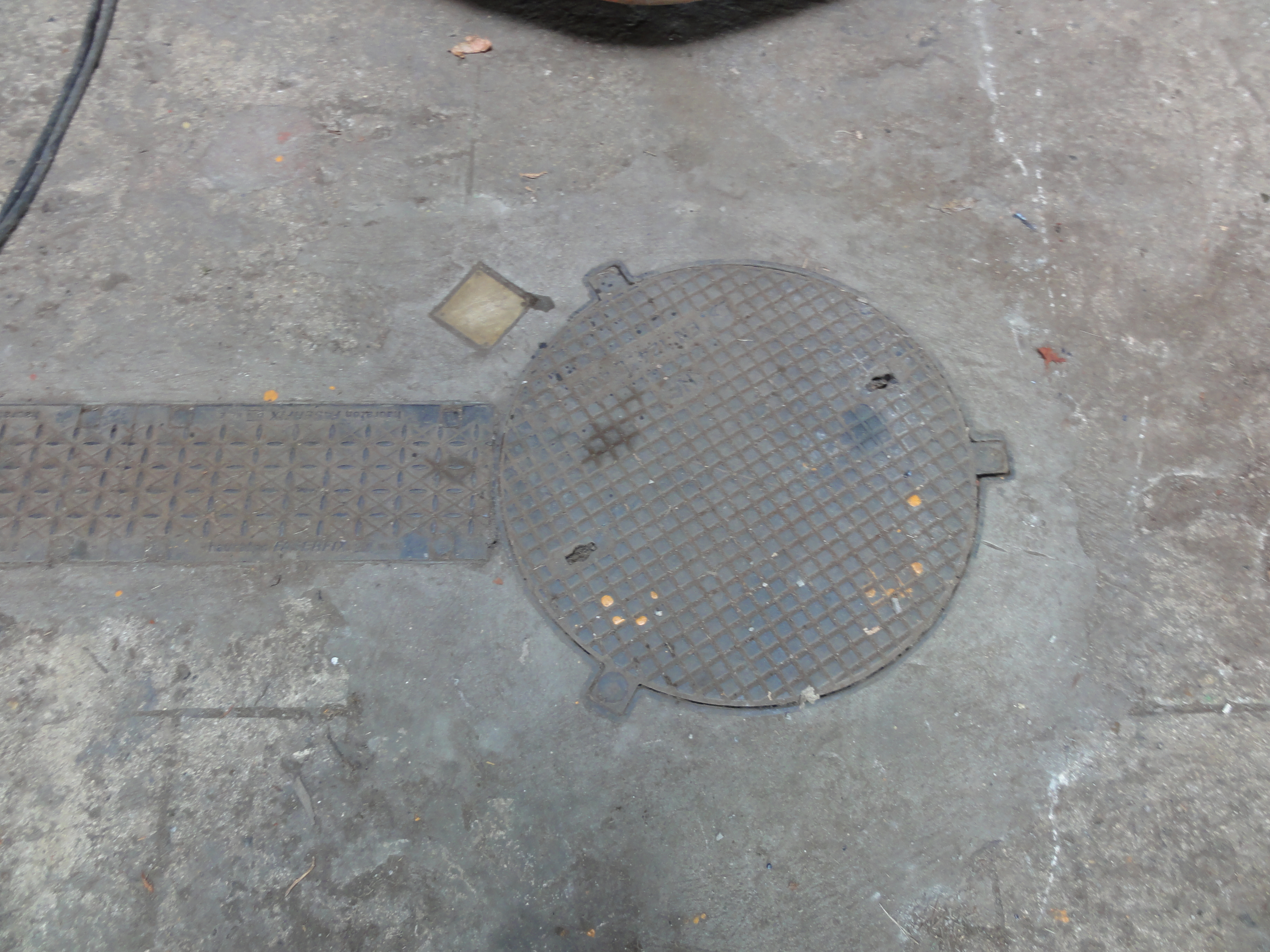
la tête de puits matérialisée Roucourt no 2.
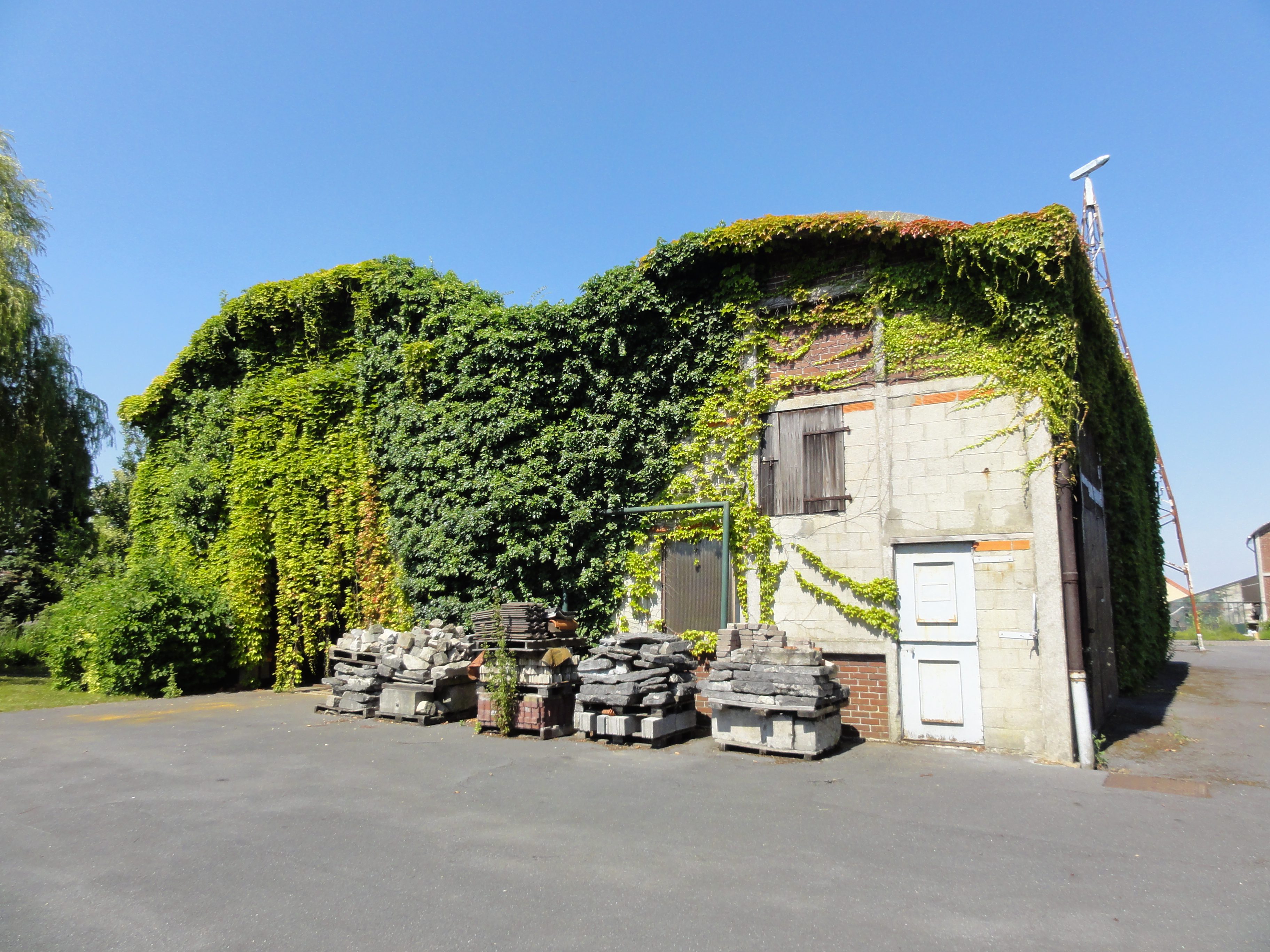
Le bâtiment du puits no 2.
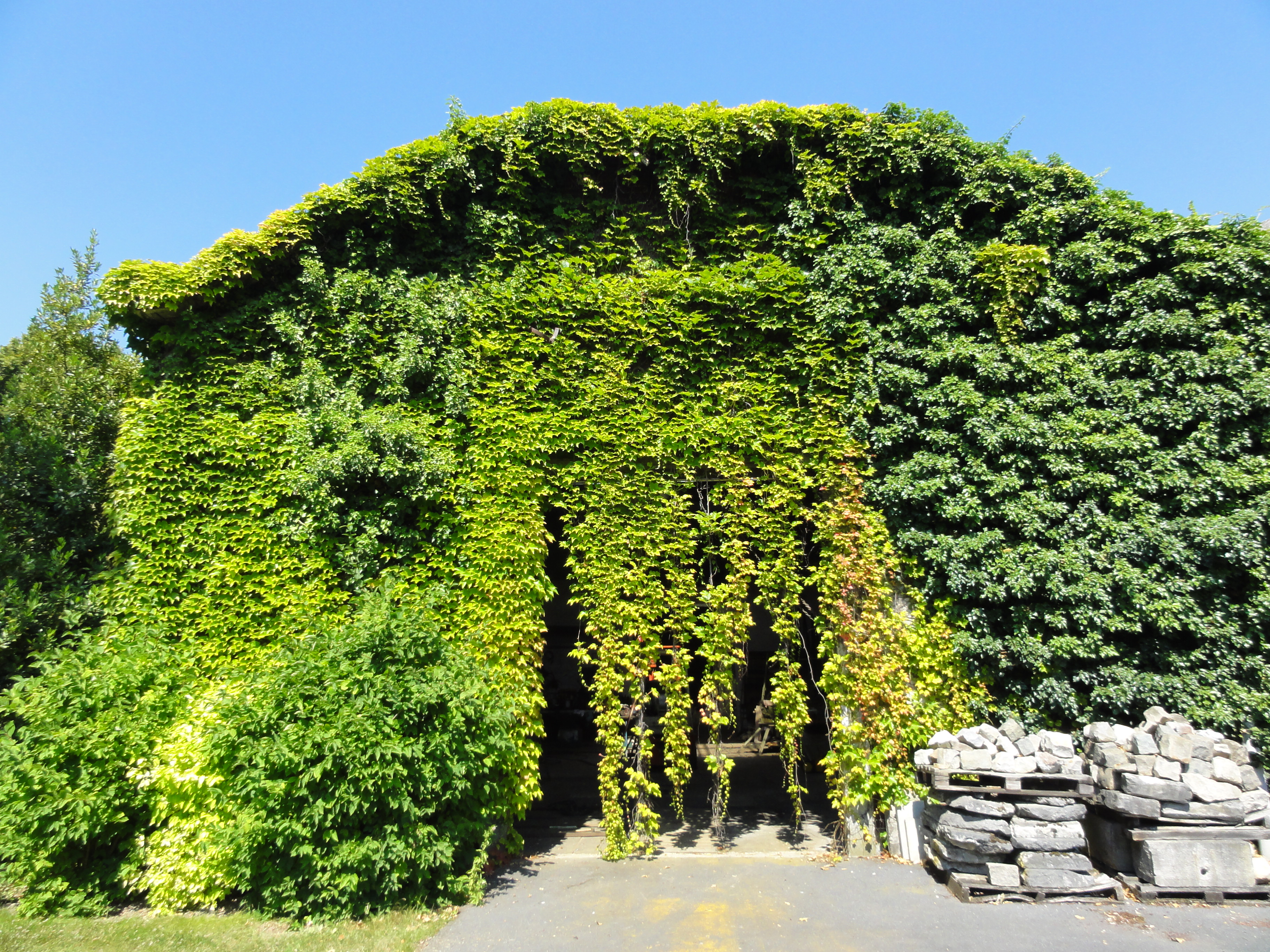
Le puits no 2 se trouve derrière cette « porte ».
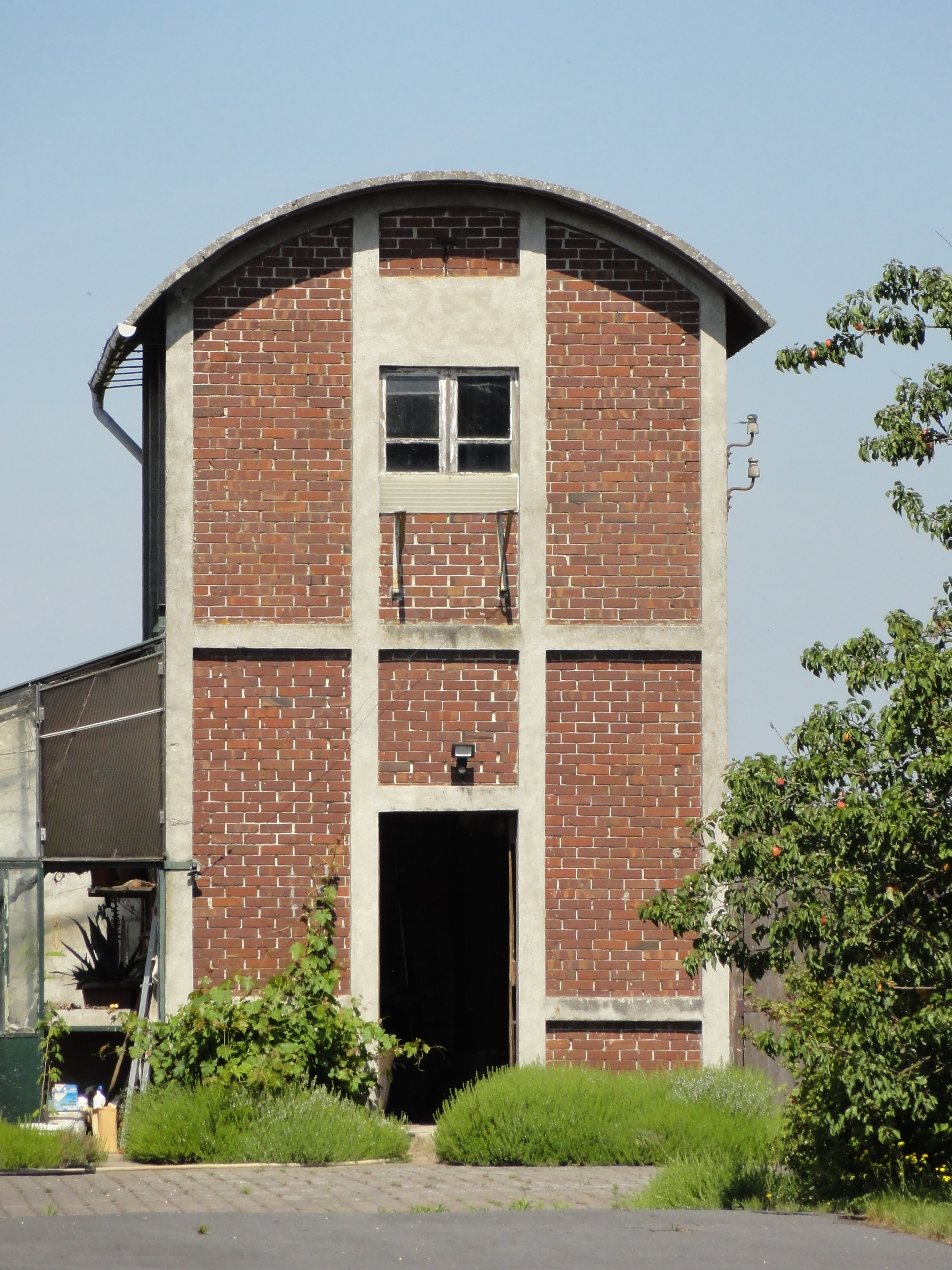
Bâtiment des pompes.